# Герард, Фёдор Иванович
Фёдор (Фердинанд) Иванович Герард (1761—1829) — российский военный деятель, инженер-генерал-лейтенант (с 1800). Брат генерал-майоров Логгина и Антона Герардов.

## Биография
Родился в семье военного инженера И. К. Герарда.
В 1774 году был записан на военную службу архитектором Адмиралтейств-коллегии. В 1776 году принят в Генеральный штаб с чином подпоручика. По распоряжению генерал-квартирмейстера Ф. В. Бауэра принимал деятельное участие в устройстве Царскосельского парка, старорусских государственных соляных заводов. В 1783 году в чине поручика находился при закладке верфи в Санкт-Петербурге. Участвовал в строительстве Мытищинского водопровода в Москве, которым после смерти Бауэра руководил его отец.
С 1789 года — секунд-майор, с 1794 года — подполковник. При учреждении Свиты Е. И. В. по квартирмейстерской части Ф. И. Герард был зачислен в неё 16 ноября 1796 года. Вскоре он возглавил особую чертежную, находившуюся в комнатах Зимнего дворца. В 1798 году он был произведён в полковники, 1 октября 1799 года — в генерал-майоры, 11 января 1800 года — в инженер-генерал-лейтенанты.
В феврале 1798 года он был назначен членом Департамента водяных коммуникаций; Герард наблюдал за производством работ на Сясьском канале для обхода Ладожского озера, участвовал в строительстве Березинской водной системы; выполнял также ряд других работ. В качестве генерал-квартирмейстера корпуса генерал-лейтенанта М. В. Ребиндера участвовал в Швейцарском походе 1799 года.
С октября 1800 года по июль 1801 года Ф. И. Герард занимал пост управляющего делами Депо квартирмейстерской части, затем продолжил службу в Департаменте водяных коммуникаций.
Вышел в отставку 19 февраля 1809 года.
Во время Отечественной войны 1812 года состоял членом устроительного комитета Санкт-Петербургского ополчения.
Ф. И. Герард был создателем и владельцем стеклянного завода в Ямбургском уезде, где варилось листовое стекло.
Умер 9 (21) августа 1829 года.

## Награды
Был награждён орденами Св. Владимира 2-й степени, Св. Анны 1-й степени и Святого Иоанна Иерусалимского 2-й степени (командор).